# Штейнгель Володимир Іванович
Штейнгель Володимир Іванович (13 квітня 1783, Обвінськ Пермського намісництва — 20 вересня 1862, Санкт-Петербург) — декабрист, публіцист, мемуарист, автор історичних та етнографічних творів.
Старовинного дворянського роду.

З 1792 по 1799 рік навчався в Морському кадетському корпусі. У 1799 році отримав звання мічмана з призначенням на Балтійський флот. У 1802 за власним бажанням переведений в морську команду Охотського порту. У 1806 році — в Іркутській морській команді. З 1807 року — лейтенант, командир Іркутської морської команди, прозваний «іркутським адміралом» за реорганізацію губернського адміралтейства.
У 1810 році відряджений до сибірського генерал-губернатора І. Б. Пестеля чиновником з особливих доручень в Іркутськ. З грудня того ж року — у відставці в чині капітан-лейтенанта. У 1811 році підготував проект експедиції для дослідження басейну річки Амур.
У 1812 році вступив до Петербурзького ополчення, брав участь в закордонних походах 1813—1814 рр. (Битви при Полоцьку, Чашниках, Березині, Данцигу), нагороджений орденами.
У вересні 1814 року стає ад'ютантом московського генерал-губернатора О. П. Тормасова, з жовтня управляє його військовою, а з травня 1815 і громадянською канцеляріями, ставши фактичним главою Москви. Настала «пора дивовижної діяльності». Керував проектуванням і будівництвом, в тому числі Манежу і Олександрівського саду, привернув відомих архітекторів та інженерів (Й. І. Бове, А. де Бетанкур; був у дружніх стосунках з Л. Л. Карбоньє д'Арсітом), рятував від знищення пам'ятки старовини, допомагав розореним. Представлений Олександру I; чин полковника (1816).
Непідкупністю і енергією Штейнгейль нажив ворогів; його обмовили, він був позбавлений служби і занурений з родиною в певні обмеження.
У 1820 керував приватним винокурним заводом під Тулою. У 1821 протягом 8 місяців «займався справами» у астраханського губернатора І. І. Попова; був змушений залишити місце після конфлікту з О. П. Єрмоловим.

## Штейнгейль і декабристи
Знайомство з К. Ф. Рилєєвим відбулося влітку 1823. У 1824 Рилєєв повідомив Штейнгейля про існування таємного товариства.
Участь Штейнгейля в діяльності товариства відбилося в ідеологічно важливих вчинках і текстах. Весною 1825 він пише зауваження на Конституцію М. М. Муравйова, в яких вимагає радикального обмеження прав монарха і критикує принцип майнового цензу. Після звістки про смерть Олександра I став свідком і учасником обговорення планів повстання, аж до арешту царської сім'ї; був противником «революції в республіканському дусі», яка «спричинила б за собою жахи», пропонував вдатися до звичного для народу палацового перевороту і звести на престол імператрицю Єлизавету Олексіївну, яка повинна потім відмовитися від самодержавної влади.
З'являвся на площі як спостерігач.

В ніч з 2 на 3 січня 1826 заарештований в Москві, 6 січня допитаний в палаці царем і відправлений в Петропавловську фортецю.
Засуджений на вічну каторгу по III розряду. Термін знижений до 20, потім 15 (в 1826) і 10 років (1832), відправлений в Свартгольмську фортецю 25 липня 1826 де провів майже рік; в Читинський острог доставлений 15 серпня 1827, кайдани зняті 30 серпня 1828.

У 1835 році визначено на поселення в село Єлань Іркутської губернії. У березні 1837 року за своїм клопотанням переведений в місто Ішим Тобольської губернії, в 1840 році — в місто Тобольськ.

Після Маніфесту про амністію восени 1856 повернувся в Петербург.